# Ana Teresa Aranda
Ana Teresa Aranda   (León, 26 de gener de 1954) Ana Teresa Aranda Orozco és una política mexicana, ex membre del Partit Acció Nacional (PAN) i va ser titular de la Secretaría de Desarrollo Social en el govern de Vicente Fox. El 27 de gener de 2008 va ser nomenada Subsecretària de Població, Migració i Assumptes Religiosos de la Secretaría de Gobernación, càrrec que va exercir fins a l'abril de 2009.
Ana Teresa Aranda va viure gran part de la seva vida a Puebla de Zaragoza, Puebla, on va dur a terme els seus estudis a l'Instituto Oriente Puebla, així com diversos cursos i diplomatures a la Universidad Popular Autònoma del Estado de Puebla (UPAEP). Des de jove s'ha exercit dins de les estructures femeniles del Partit Acció Nacional, col·laborant en les campanyes presidencials de 1994 i 2000, i va presidir el Partit a l'estat de Puebla. L'any 1998 va ser candidata a Governadora de Puebla i al 2000 a Senadora, càrrec que no va obtenir, de manera que aquest mateix any el president Vicente Fox la va designar directora del Sistema Nacional per al Desenvolupament Integral de la Família (en castellà: Sistema Nacional para el Desarrollo Integral de la Familia)(DIF); càrrec que tradicionalment a Mèxic és ocupat per la persona amb qui està casada el President de la República, però en aquest moment Fox era divorciat, i en casar-se al 2001 amb Marta Sahagún aquesta no va assumir el càrrec. Es va mantenir en aquesta posició fins al 6 de gener de 2006, quan va ser designada Secretaría de Desarrollo Social en substitució de Josefina Vázquez Mota, nomenada coordinadora general de la campanya a la Presidència de Felipe Calderón Hinojosa, on la seva designació va ser criticada pel fet de no tenir un títol universitari i la seva presumpta proximitat amb Marta Sahagún. Aquesta crítica va tenir punt culminant quan al comparèixer davant la Cambra de diputats es va enfrontar als diputats de l'oposició que en protesta van abandonar el saló de plens i amb això van donar per acabada aquesta sessió.
Al 2007 va buscar ser candidata del PAN a la Presidència Municipal de Puebla de Zaragoza, però li va ser negat el registre per no poder acreditar la residència exigida per la llei, per la qual cosa finalment va sol·licitar una carta de ciutadania a Congrés de Puebla, que li va ser atorgada i amb la qual va poder registrar formalment com precandidata a Presidenta Municipal. Disputa la candidatura amb el Diputat Federal Antonio Sánchez Díaz de Rivera, qui finalment va obtenir la candidatura.
El 27 de gener de 2008 el president Felipe Calderón Hinojosa la va nomenar Subsecretaria de Població, Migració i Assumptes religios de la Secretaria de Governació, càrrec en el qual va substituir Florencio Salazar Adame, tot i no tenir cap acreditació acadèmica que indiqui que comprengui temes migratoris o de població, potser excepte els religiosos per ser fervent catòlica.
A principis del mes d'abril de 2009, va renunciar al seu càrrec en virtut de pretendre una candidatura per un curul federal a la Cambra de Diputats, el seu lloc va ser ocupat per Alejandro Poiré Romero.
En repetides ocasions s'ha assenyalat en els mitjans que Aranda és membre de l'organització d'ultradreta El Yunque (en català: l'enclusa). En el seu llibre El Ejército de Dios, el periodista Álvaro Delgado documenta (pàgina 188) la militància d'Ana Teresa Aranda en organitzacions d'ultradreta, com l'Asociación Cívica Femenina (Ancifem).